# بيتر شيلتون
بيتر شيلتون (بالإنجليزية: Peter Shilton)‏، من مواليد 18 سبتمبر 1949، لاعب كرة قدم حارس مرمى المنتخب الإنجليزي إنجليزي سابق، ومدرب كرة قدم إنجليزي سابق.
مثل بيتر شيلتون عدة اندية إنجليزية من ضمنها ليستر سيتي ، لعب مع منتخب إنجلترا لكرة القدم في نهائيات كأس العالم 1982- 1986 و1990 ثم اعتزل اللعب عام 1990 - يعمل حالياً مدرب حراس مرمى مع فريق بلايموث الإنجليزي.

## مسيرته الكروية
لعب بيتر شيلتون خلال مسيرته الاحترافية مع 10 أندية في ستة وثلاثون موسمًا وسجل خلالها هدفًا واحدًا ضمن 1005 مباراة. ولم يفز بأي موسم بالكأس وفاز في موسم واحد بالدوري.
خاض بيتر شيلتون مسيرته مع نادي ليستر سيتي في موسم 1965–66 ليلعب معه عشرة مواسم، مشاركًا في 286 مباراة سجل خلالها هدفًا واحدًا. ثم انتقل إلى نادي ستوك سيتي في موسم 1974–75 ليلعب معه أربعة مواسم، حيث شارك في 110 مباراة ولم يسجل أي هدف. لينتقل بعدها إلى نادي نوتينغهام فورست في موسم 1977–78 ليلعب معه خمسة مواسم، مشاركًا في 202 مباراة ولم يسجل أي هدف أيضًا. ثم انتقل إلى نادي ساوثهامبتون في موسم 1982–83 ليلعب معه خمسة مواسم، مشاركًا في 188 مباراة ولم يسجل أي هدف أيضًا. هذا وانتقل لاحقًا إلى نادي ديربي كاونتي في موسم 1987–88 ليلعب معه خمسة مواسم، مشاركًا في 175 مباراة ولم يسجل أي هدف أيضًا. ثم انتقل بعدها إلى نادي بليموث أرجايل في موسم 1991–92 واستمر معه طيلة ثلاثة مواسم، مشاركًا في 34 مباراة ولم يسجل أي هدف أيضًا. ليعود وينتقل من جديد، لكن هذه المرة إلى نادي بولتون واندررز في موسم 1994–95 لمدة موسم واحد، مشاركًا في مباراة ولم يسجل أي هدف أيضًا. لينتقل بعدها إلى نادي وست هام يونايتد في موسم 1995–96 لمدة موسم واحد، لم يشارك في أي مباراة ولم يسجل أي هدف أيضًا. ثم لعب في نادي ليتون أورينت في موسم 1996–97 لمدة موسم واحد، مشاركًا في 9 مباريات ولم يسجل أي هدف أيضًا.